# Habib Zargarpour
Habib Zargarpour (* 9. März 1964 in Teheran, Iran) ist ein iranischer Filmtechniker, der sich auf visuelle Effekte spezialisiert hat.

## Leben
Nach Hilfe, Dinosaurier!, bei dem Zargarpour auch als Storyboardzeichner fungierte, arbeitete dieser an sehr bekannten Streifen wie Die Maske, Star Trek: Treffen der Generationen, Jumanji und Twister, für letzteren er auch eine Oscarnominierung erhielt. Weitere Filme wie Star Wars: Episode I – Die dunkle Bedrohung, Der Sturm, für welchen er zum zweiten und bisher letzten Mal eine Oscarnominierung erhielt, und Die Bourne Identität folgten, bis er 2002 bei Signs – Zeichen zum dato letzten Mal als Filmtechniker arbeitete. In den letzten Jahren designte Zargarpour die Umgebung von Videospielen wie Need for Speed: Underground, Need for Speed: Most Wanted, Need for Speed: Nitro und 007: Alles oder Nichts.

## Filmografie (Auswahl)
Visuelle Effekte
- 1992: Hilfe, Dinosaurier! (Adventures in Dinosaur City)
- 1994: Die Maske (The Mask)
- 1994: Star Trek: Treffen der Generationen (Star Trek: Generations)
- 1995: Jumanji
- 1996: Twister
- 1996: Star Trek: Der erste Kontakt (Star Trek: First Contact)
- 1997: Spawn
- 1998: Spiel auf Zeit (Snake Eyes)
- 1999: Star Wars: Episode I – Die dunkle Bedrohung (Star Wars: Episode I - The Phantom Menace)
- 2000: Der Sturm (The Perfect Storm)
- 2001: Aizea: City of the Wind
- 2002: Die Bourne Identität (The Bourne Identity)
- 2002: Signs – Zeichen (Signs)

Spezialeffekte
- 1994: The Fantastic Four

## Auszeichnungen
- 1997: Academy of Science Fiction, Fantasy & Horror Films: Nominierung in der Kategorie Beste Spezialeffekte für Twister
- 1997: BAFTA-Award: Beste visuelle Effekte für Twister
- 1997: Oscar: Nominierung in der Kategorie Beste visuelle Effekte für Twister
- 2001: Academy of Science Fiction, Fantasy & Horror Films: Nominierung in der Kategorie Beste Spezialeffekte für Der Sturm
- 2001: BAFTA Award: Auszeichnung in der Kategorie Beste visuelle Effekte für Der Sturm
- 2001: Oscar: Nominierung in der Kategorie Beste visuelle Effekte für Der Sturm
- 2005: Visual Effects Society Award: Nominierung in der Kategorie Beste Animationen in einem Videospiel für 007 - Alles oder nichts
- 2006: Visual Effects Society Award: Auszeichnung in der Kategorie  Beste Animationen in einem Videospiel für Need for Speed: Most Wanted